# Минамиуонума
Минамиуонума (яп. 南魚沼市 Минамиуонума-си) — город в Японии, расположенный в южной части префектуры Ниигата. Основан 1 ноября 2004 года путём объединения посёлков Ямато и Муйка уезда Минамиуонума. 1 октября 2005 года в состав Минамиуонумы вошёл посёлок Сиодзава. В городе делают наилучший сорт риса в Японии — косихикари.
Площадь города составляет 442,70 км², население — 87 862 человека (1 августа 2014), плотность населения — 198,47 чел./км².

## География
Город Минамиуонума расположен в долине в горном регионе префектуры Ниигата, в районе Японии известном как «снежная страна». С Минамиуонумой на севере граничат город Уонума и горы Этиго-Сандзан, а на юге — посёлок Юдзава, популярный лыжный курорт. Река Уоно протекает почти через весь город. Город и окружающие его площади испещрены онсэнами (японскими горячими источниками), а кроме того, там находятся 8 горнолыжных курортов, популярных в зимнее время. В Минамиуонуме много заливных полей и бахчей, где выращиваются арбузы. Помимо этого, Минамиуонума — крупный регион выращивания риса.